# ماهی ماندارین
ماهی ماندارین یا ماهی اژدهایی (نام علمی: Synchiropus splendidus) یک ماهی کوچک با رنگ روشن از تیره بچه‌اژدهاماهیان است که در تجارت آکواریوم آب‌شور بسیار پرطرفدار است. این ماهی بومی اقیانوس آرام است و تقریباً در محدوده جنوب جزایر ریوکیو تا استرالیا پراکنش دارد. ماهی ماندارین نخستین مرتبه در سال ۱۹۲۷ توسط آلبرت ویلیام هر، ماهی‌شناس آمریکایی شاغل در فیلیپین توصیف شد.
بر اساس تجزیه و تحلیل حدود ۷ ماهی ماندارین در سال ۲۰۰۱، مشخص شده‌است که این ماهی دارای یک رژیم تغذیهٔ ترکیبی است که می‌تواند شامل کوتاه‌شاخک‌سانان، پرتاران به همراه جانداران کوچکی از شکم‌پایان، گاماریدها، تخم ماهی‌ها و صدفیان باشد. تغذیهٔ این ماهی در طبیعت آزاد و برای تمام طول روز تقریباً مداوم و بدون وقفه است. ماهی ماندارین به ویژه، به‌طور گزینشی از طعمه‌های کوچک قرار گرفته بر روی بسترهای مرجانی نزدیک محدوده سکونتش نیز تغذیه می‌کند.
ماهی ماندارین یکی از تنها دو گونهٔ مهره‌دار است که به دلیل سلول‌های رنگدانه‌ای دارای رنگ آبی است. گونهٔ دیگر که دارای همین ویژگی مشابه (رنگدانه سلولی) است، ماهی ماندارین روانگردان می‌باشد. گاهی از این ماهی تحت عنوان سیانوفور هم یاد می‌شود که برگرفته از کروماتوفورها یا همان سلول‌های رنگدانه‌ای آبی است. در تمام موارد شناخته‌شدهٔ دیگر، رنگ آبی نوعی رنگ‌آمیزی ساختاری است که حاصل تداخل امواج با لایهٔ نازک و انبوهی از کریستال‌های پورین است.

## نگارخانه

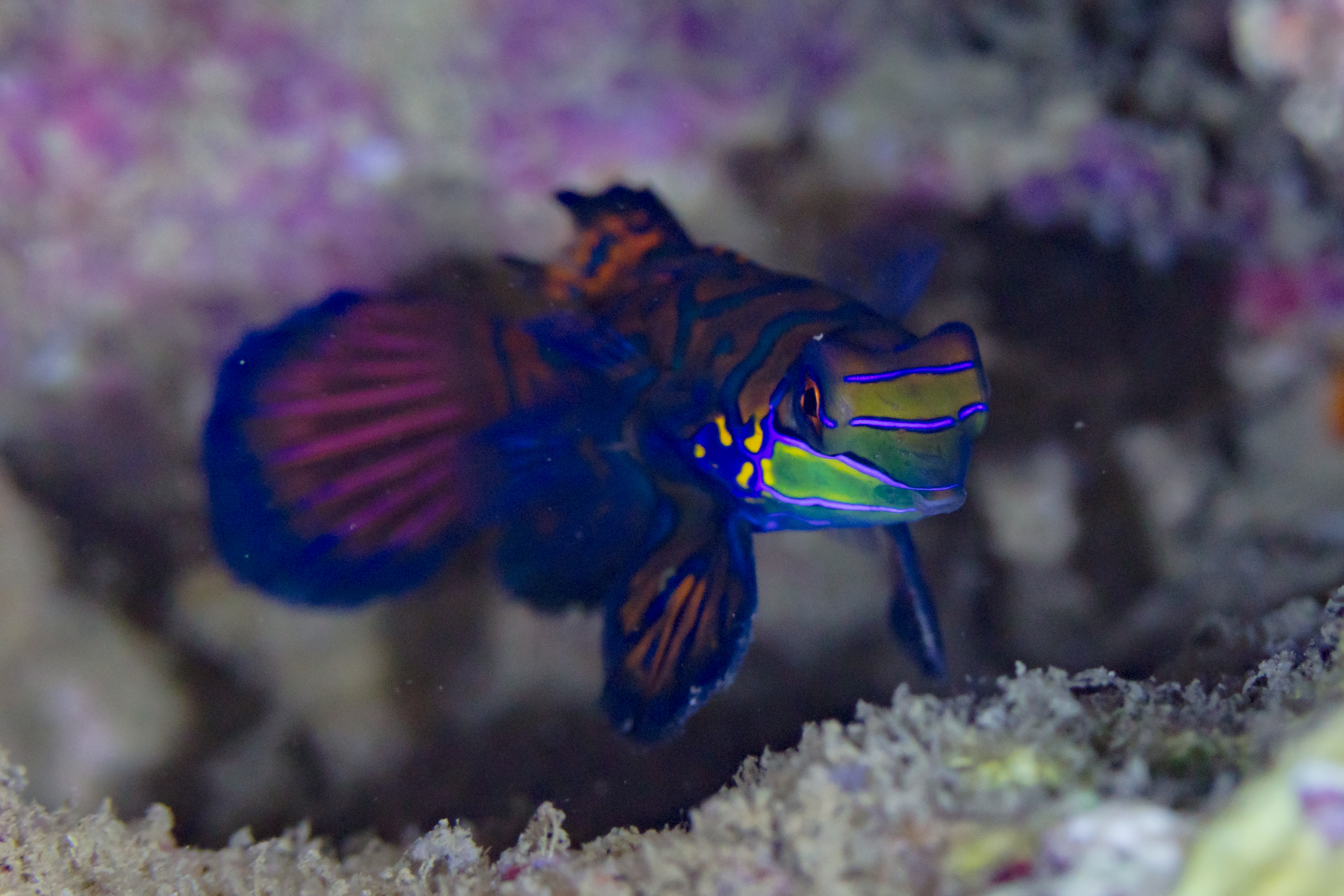
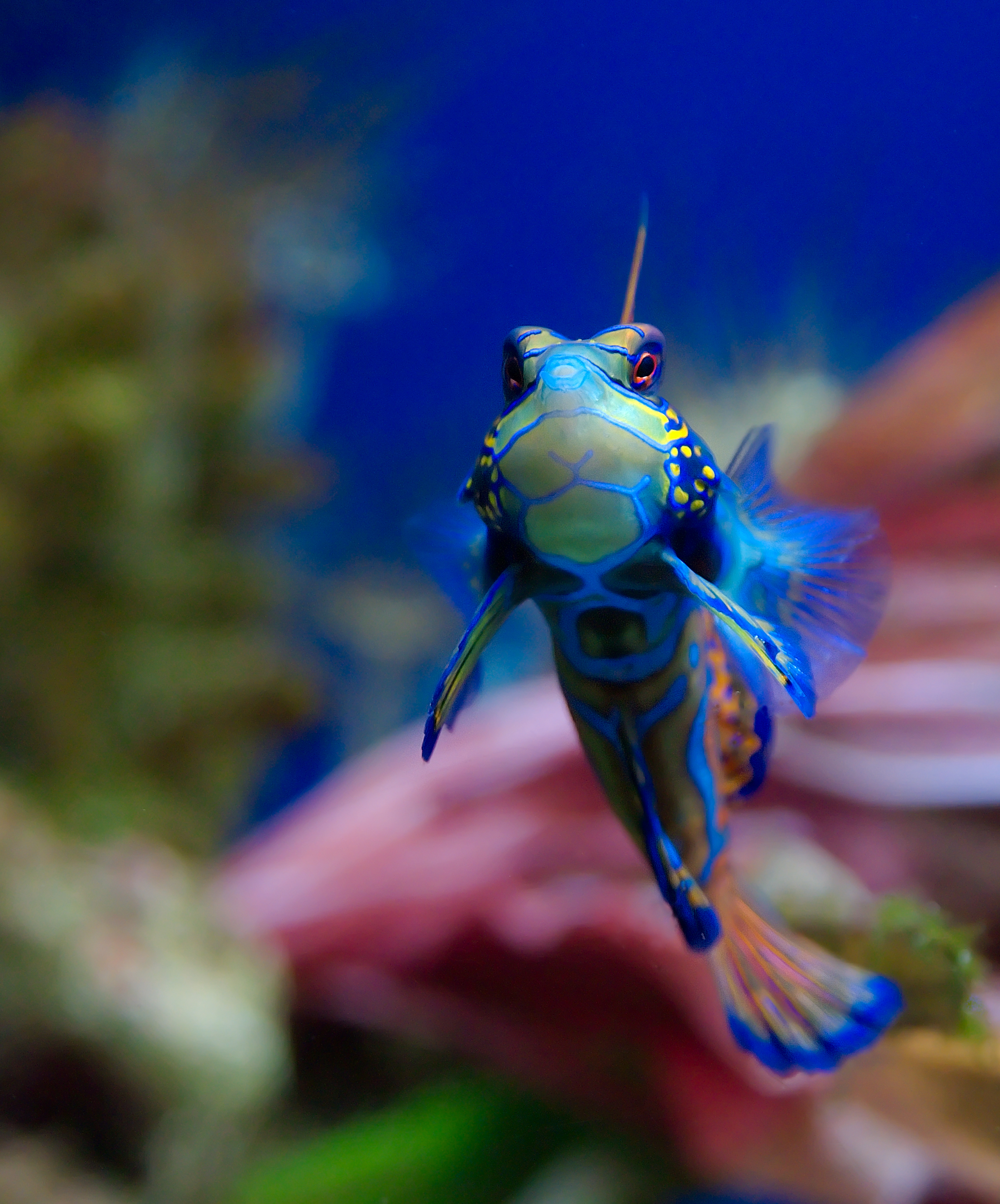
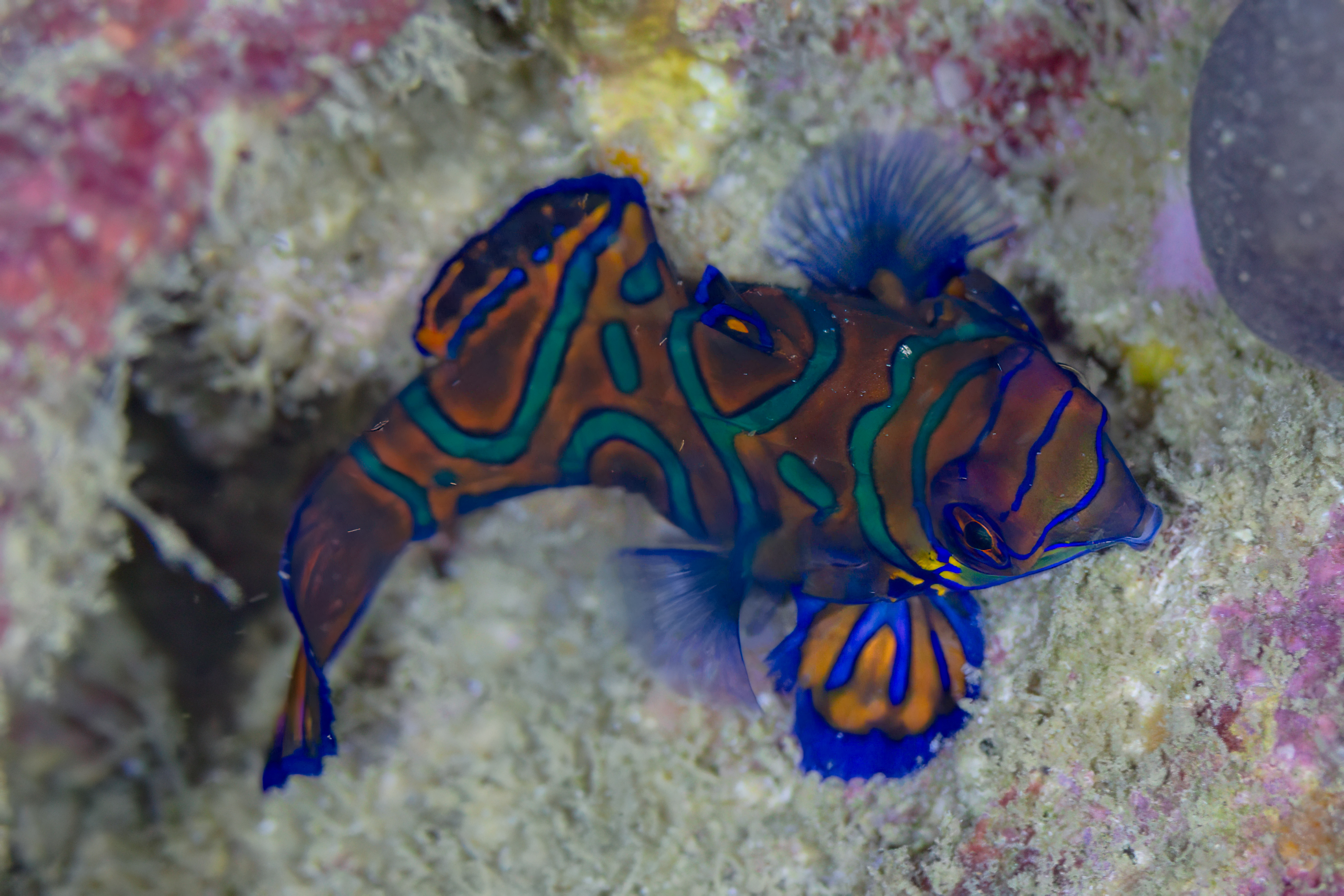